# Emma Budge
Emma Ranette Budge, geborene Lazarus (geboren am 17. Februar 1852 in Hamburg; gestorben am 14. Februar 1937 ebenda) war eine deutsch-amerikanische Kunstsammlerin, Stifterin und Mäzenin. Ihr umfangreiches Vermögen und ihre Villa in Hamburg, das Budge-Palais, wurden nach ihrem Tod auf der Grundlage antijüdischer Gesetze zu großen Teilen von der Stadt Hamburg vereinnahmt, ihre berühmte Kunstsammlung mit weit über tausend Exponaten versteigert.

## Leben
Emma Lazarus war die Tochter des hamburgischen Kaufmanns Ludwig Lazarus und seiner aus Karlsruhe stammenden Frau Emilie, geborene Hofmann. Die Familie gehörte der Deutsch-Israelitischen Gemeinde in Hamburg an. 1879 heiratete Emma den am 20. November 1840 in Frankfurt am Main geborenen Bankier Henry Budge. Dieser lebte seit 1866 in den USA und war seit 1875 Teilhaber des Bankhauses L. Hallgarten & Co. Sie siedelte mit ihm in die USA über und erlangte 1882 die amerikanische Staatsbürgerschaft. Henry Budge erwarb durch die Sanierung und Neustrukturierung der amerikanischen Eisenbahngesellschaften in den folgenden Jahren ein Millionenvermögen.

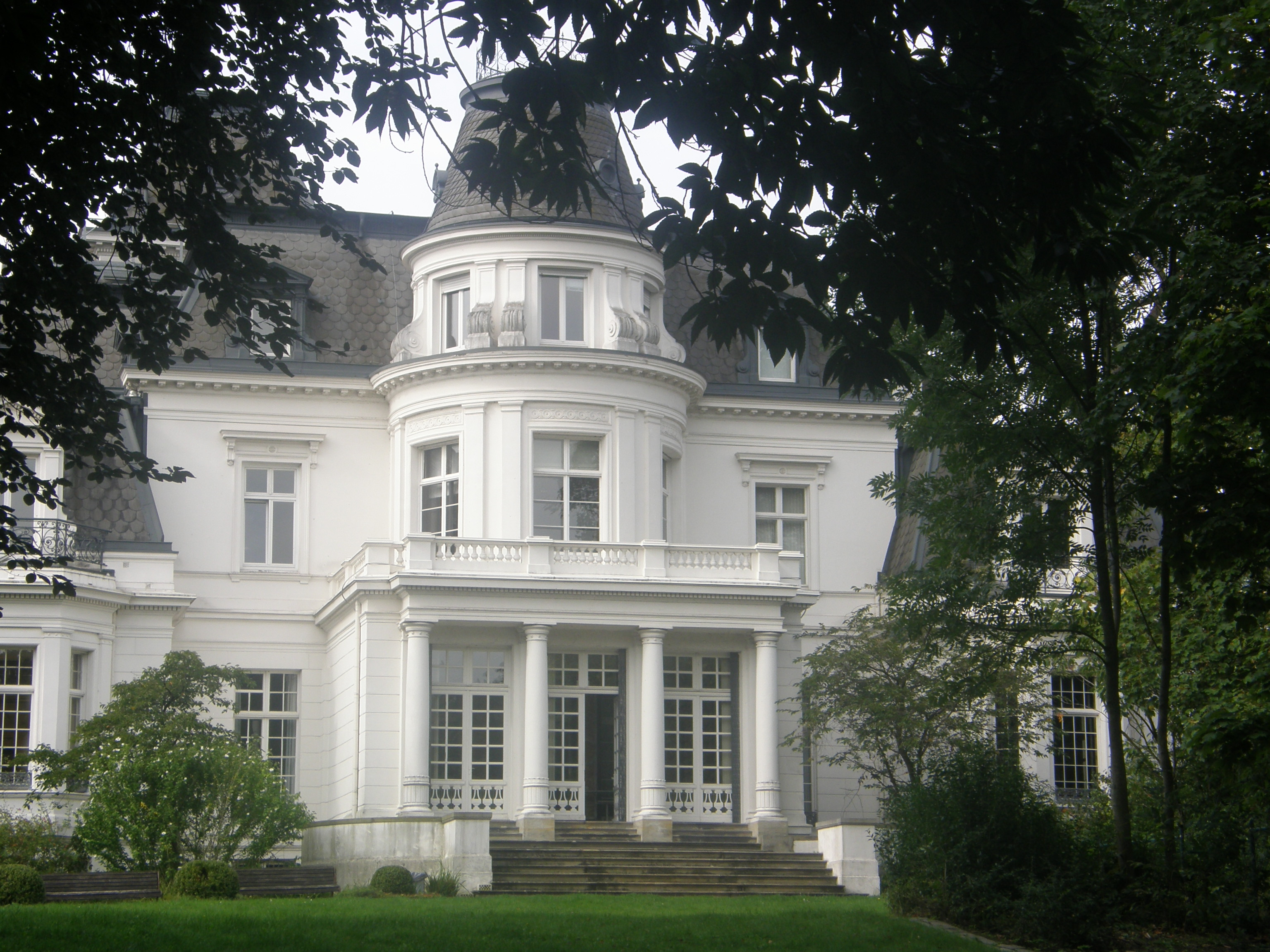
Budge-Palais in Hamburg-Harvestehude

1903 kehrte das kinderlose Ehepaar nach Deutschland zurück und ließ sich in Hamburg nieder. Hier hatte Budge im Jahr 1900 eine Villa an der Alster gekauft und dem Architekten Martin Haller den Auftrag zum Aus- und Umbau erteilt. Es entstand das sogenannte Budge-Palais am Harvestehuder Weg, das zu Lebzeiten der Budges zu einem Zentrum des gesellschaftlichen und kulturellen Lebens in Hamburg wurde. In den folgenden Jahren trug Emma Budge eine hochrangige Kunst- und Kunsthandwerkssammlung zusammen, die aus Möbeln, Textilien, Skulpturen, Goldschmiedekunst, Gemälden, Porzellan und Fayencen sowie Fächern bestand. Der Wert der Sammlung wurde Mitte der 1930er Jahre auf eine Million Reichsmark beziffert.
In den 1920er Jahren gründete das Ehepaar zahlreiche Stiftungen mit sozialer Zielsetzung in Hamburg, Wetzlar und Frankfurt am Main. Diese bestanden ausdrücklich zur Unterstützung Hilfsbedürftiger ohne Unterschied des Glaubens und sollten das Zusammenleben von Juden und Nichtjuden befördern. Zur Gründung der Frankfurter Universität stellte Henry Budge bereits vor dem Ersten Weltkrieg eine halbe Million Reichsmark zur Verfügung. Auch wollte er den Bau eines neuen Tempelgebäudes in Hamburg unterstützen, er stellte jedoch die Bedingung, dass dort Frauen und Männer wie in einer New Yorker Reformgemeinde zusammen sitzen sollten. Das Angebot wurde daraufhin von dem Rabbiner Jacob Sonderling abgelehnt.
Henry Budge starb am 28. Oktober 1928 in Hamburg. Nach seinem Testament erhielt Emma Budge die Verfügungsgewalt über sein Vermögen. Mit einer gemeinsamen Erklärung der Eheleute sollte die Kunstsammlung nach dem Tod des überlebenden Ehegatten dem Hamburger Museum für Kunst und Gewerbe vermacht werden. In diesem Sinne handelte Emma Budge im Frühjahr 1932 mit dem damaligen Staatsrat Leo Lippmann die Gründung einer weiteren Emma-Budge-Stiftung aus, nach der auch der gesamte Grundbesitz am Harvestehuder Weg in das Eigentum der Stadt übergehen und, mit seinen Kunstschätzen, als Museum geöffnet werden sollte.
Nach der Machtübernahme der Nationalsozialisten gerieten Emma Budge und die Mitglieder ihrer Familie zunehmend unter den antisemitischen Druck des NS-Regimes. 1935 widerrief sie das Testament und die Schenkungsabsichten:

„Gezwungen sehe ich mich zu dieser Aufhebung und zur Neuordnung durch die Veränderung meiner eigenen finanziellen Verhältnisse in Deutschland, welche Veränderungen es mir widersinnig erscheinen lassen, eine von mir früher zugunsten der Stadt Hamburg angeordnete Verfügung weiter bestehen zu lassen.“

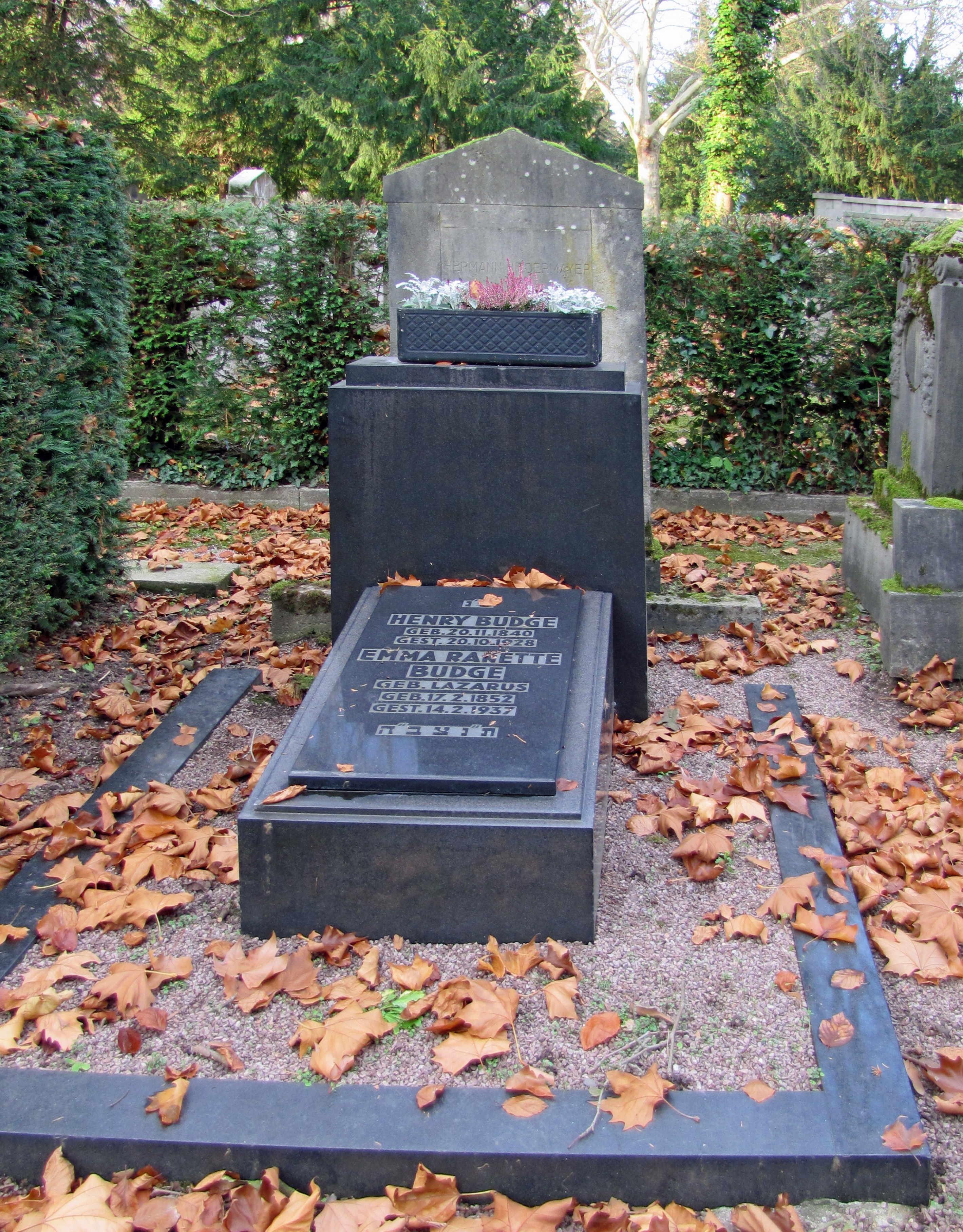
Grab von Emma und Henry Budge auf dem jüdischen Friedhof in Frankfurt, Rat-Beil-Straße

Emma Budge starb am 14. Februar 1937 in Hamburg, wenige Tage vor ihrem 85. Geburtstag. Sie wurde eingeäschert und an der Seite ihres Mannes auf dem Alten Jüdischen Friedhof Rat-Beil-Straße in Frankfurt am Main beigesetzt.

## Das Testament
In der letztgültigen Fassung des Testamentes vom November 1935 reagierte Emma Budge auf die unsicheren politischen Verhältnisse. Sie setzte vier Testamentsvollstrecker ein, die nach eigenem Ermessen eine Verwertung des Hauses, der Kunstsammlung und des Vermögens vornehmen sollten. Ausdrücklich verfügte sie, dass der Nachlass, weder Haus noch Kunstsammlung, in die Verfügungsgewalt der Stadt Hamburg gelangen durften. Als Nachlassverwalter hatte sie den Bankier Max Warburg, den Rechtsanwalt Hermann Samson und die Budge-Neffen Max Kronheimer und Ludwig Bernstein eingesetzt. Für den Fall, dass diese Beauftragten ausfallen und jemand anderes benannt werden solle, war vorgesehen, dass es sich dabei um jemand handeln müsse, der jüdischen Glaubens sei. Bedacht waren von dem Testament 13 jüdische Verwandte.
Zum Zeitpunkt von Emma Budges Tod waren mehrere der Erben bereits aus Deutschland ausgewandert, andere bereiteten ihre Emigration vor. Die Testamentsvollstrecker beschlossen deshalb die Veräußerung der Kunstsammlung und des Budge-Palais, da sie keine andere Möglichkeit der Verwertung sahen. Die Sammlung wurde noch im Jahr 1937 im Auktionshaus Paul Graupe Berlin in zwei großen Auktionen versteigert. Erworben wurden die über tausend Objekte sowohl von Privatbesitzern wie von Vertretern der wichtigen Museen im Deutschen Reich, aber auch aus den Niederlanden und aus der Schweiz. Der Erlös betrug etwa eine Million Reichsmark und wurde auf ein mit Sicherheitsanordnung belegtes Nachlasskonto beim Bankhaus M.M. Warburg gezahlt, wie es die nationalsozialistische Gesetzeslage für jüdisches Vermögen vorsah.
Auch das Palais wurde zum Kauf angeboten, im Herbst 1937 machte der Reichsstatthalter und Gauleiter der NSDAP Karl Kaufmann den Anspruch der Stadt Hamburg auf das Haus geltend, am 11. Dezember 1937 ging es samt seinem Grundstück und der Nebengebäude in das Eigentum der Stadt Hamburg über. Der Gesamtpreis in Höhe von 305.000 Reichsmark wurde ebenfalls dem Sperrkonto gutgeschrieben.
Zum Budge-Nachlass gehörten zudem weitere Vermögenswerte, insbesondere ausländische Wertpapiere und Dollarguthaben. Insgesamt wird von einem Gesamtwert des Erbes von sechs Millionen Reichsmark ausgegangen, das der nationalsozialistische Staat in den folgenden Jahren zum größten Teil an sich brachte, indem die Testamentsvollstrecker abgesetzt, die noch in Deutschland lebenden Erben an der Auswanderung gehindert und teilweise inhaftiert wurden und letztlich scheinbar legal über Sicherungsanordnungen, Sondersteuern und -abgaben kein Auszahlungsbetrag verblieb. Als neuer Nachlassverwalter wurde von den nationalsozialistischen Hamburger Behörden der ehemalige Steuerberater Emma Budges, der Wirtschaftsprüfer Gottfried Francke, eingesetzt.

## Die Kunstsammlung

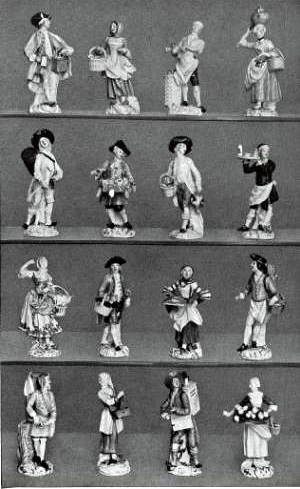
Cris de Paris, 16 Meissener Figuren aus der Sammlung Emma Budge

Im August 1937 wurden die diversen Sammlungen, die Gemälde, die Möbel und das Porzellan in fünf Möbelwagen von Hamburg nach Berlin gebracht und dort im Auktionshaus Paul Graupe angeboten. Die Versteigerung sollte vom 27. bis 29. September 1937 stattfinden, verschob sich jedoch auf den 4. bis 6. Oktober. Für diese erste Auktion unter dem Titel Die Sammlung Emma Budge † Hamburg erstellte das Schlossmuseum Berlin den dazugehörigen Katalog mit insgesamt 1.020 Losnummern, die teilweise mehrere Kunstobjekte umfassten. Es handelte sich dabei um Porzellan, Keramik, Textilien, Silber- und Goldschmiedearbeiten und 23 Gemälde. Die Objekte waren unlimitiert, das hieß, sie mussten um jeden Preis versteigert werden. Zwei Monate später, vom 6. bis 7. Dezember 1937 wurden weitere Objekte im Rahmen einer Auktion unter dem Titel Verschiedener deutscher Kunstbesitz. Gemälde alter und neuer Meister (zum größten Teil aus Sammlung Budge †, Hamburg). Plastik/Bronzen/Möbel/Tapisserien/Textilien/Silber/Porzellan/Majoliken/Fayencen. in 338 Losnummern angeboten. Darunter befanden sich 39 Gemälde, die in der ersten Auktion keine Käufer gefunden hatten. Es handelte sich dabei um die größte Privatsammlung, die während der Nazi-Zeit versteigert, und mit den Einnahmen von etwa einer Million Reichsmark um den höchsten Versteigerungserlös, der erzielt wurde.
Die außergewöhnliche Porzellansammlung umfasste Exponate aus bedeutenden frühen Manufakturen aus Wien, Nymphenburg, Höchst und Meissen. Es handelte sich um 13 Positionen Geschirr, 20 Tierdarstellungen und 99 Meissener Figuren aus dem 18. Jahrhundert, darunter Apoll und die neun Musen und 16 Miniaturen der Serie Cris de Paris des Künstlers Johann Joachim Kändler. Das wertvollste Stück der Sammlung war eine Statuette aus rotbraunem Böttgersteinzeug, die vermutlich den Kurprinz Friedrich August, den Sohn Augusts des Starken darstellt. Diese erwarb das Landesmuseum Schwerin für einen Kaufpreis in Höhe von 2.185 Reichsmark. Diese Figur wurde im Jahr 2001 nach der Washingtoner Erklärung an die Erben restituiert und 2012 nach gütlicher Einigung vom Museum erworben.

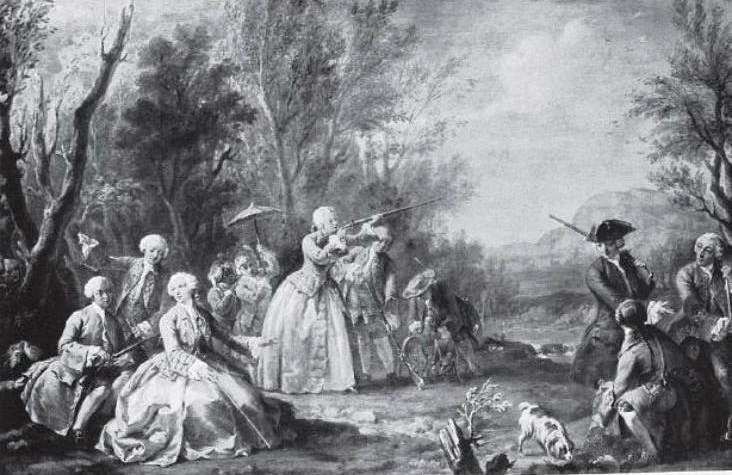
Charles André van Loo: Höfische Sommerpartie aus der Sammlung Emma Budge

Neben den kunstgewerblichen Gegenständen kamen auch etwa sechzig Gemälde und zehn Miniaturen, vor allem niederländischer und englischer Maler aus dem späten 19. Jahrhundert, im Dezember 1937 in die Auktion. Das davon am höchsten geschätzte Werk war die Höfische Sommerpartie von Charles André van Loo, das zu einem Preis von 20.000 Reichsmark angeboten wurde. Weitere Werke stammten von Andreas Achenbach, Oswald Achenbach, Francesco Bartolozzi, William Adolphe Bouguereau, Narcisso Virgilio Díaz de la Peña, Jules Dupré, Jean-Léon Gérôme, Ludwig Knaus, Théodore Rousseau, Benjamin Vautier und Adriaen Hendriksz Verboom (das Gemälde Das Kegelspiel wurde im Katalog Job Adriaensz Berckheyde zugeschrieben). Der größte Teil der versteigerten Sammlung gilt bis heute als verschollen. So sind im Lostart-Register, der Datenbank der Koordinierungsstelle für Kulturgutverluste in Magdeburg, neben den Gemälden und Miniaturen 45 Druckgrafiken, 65 Plastiken, 34 antike Möbelstücke und 1105 Exponate des Kunsthandwerks einschließlich der Porzellansammlung als Suchmeldungen eingetragen. Hinzu kommt ein Puppenhaus, das inzwischen im Museum für Kunst- und Gewerbe zugeordnet werden konnte, und ein Puppenladen.

## Das Budge-Palais
Die von Henry Budge erworbene Villa in Hamburg-Harvestehude war 1884 von dem Hamburger Architekten Martin Haller errichtet und von diesem ab 1900 etappenweise erweitert worden. Vom Ursprungsbau erhalten blieben der mittlere, zweigeschossige Trakt und die beiden Außenflügel mit Erkern. Zur Alsterseite hin wurde das Gebäude mit dem halbrunden Mittelrisaliten und den ausgebauten steilen Dächern erweitert. In den Jahren 1909/1910 kam auf der Rückseite ein Saalanbau hinzu, der als Spiegelsaal eingerichtet, privaten Theater- und Musikaufführungen diente. Nach der Machtübernahme der Nationalsozialisten machte der Gauleiter Karl Kaufmann Emma Budge ein Kaufangebot für die Villa, das diese jedoch ablehnte. Nach ihrem Tod 1937 brachte die Stadt Hamburg das Haus in ihren Besitz. Die letzten Bewohner der Villa, Henry Budges Neffe Siegfried Budge (1869–1941) und seine Ehefrau Ella Budge (1875–1943), mussten nach dem Eigentumsübergang das Haus verlassen, beide starben während der weiteren Verfolgung durch die Nationalsozialisten. 1938 bezog die Reichsstatthalterei das Budge-Palais, nebst zwei benachbarten Villen. Auf dem hinteren Grundstück ließ Kaufmann 1939/1940 für sich und seinen Stab einen Bunker einrichten.

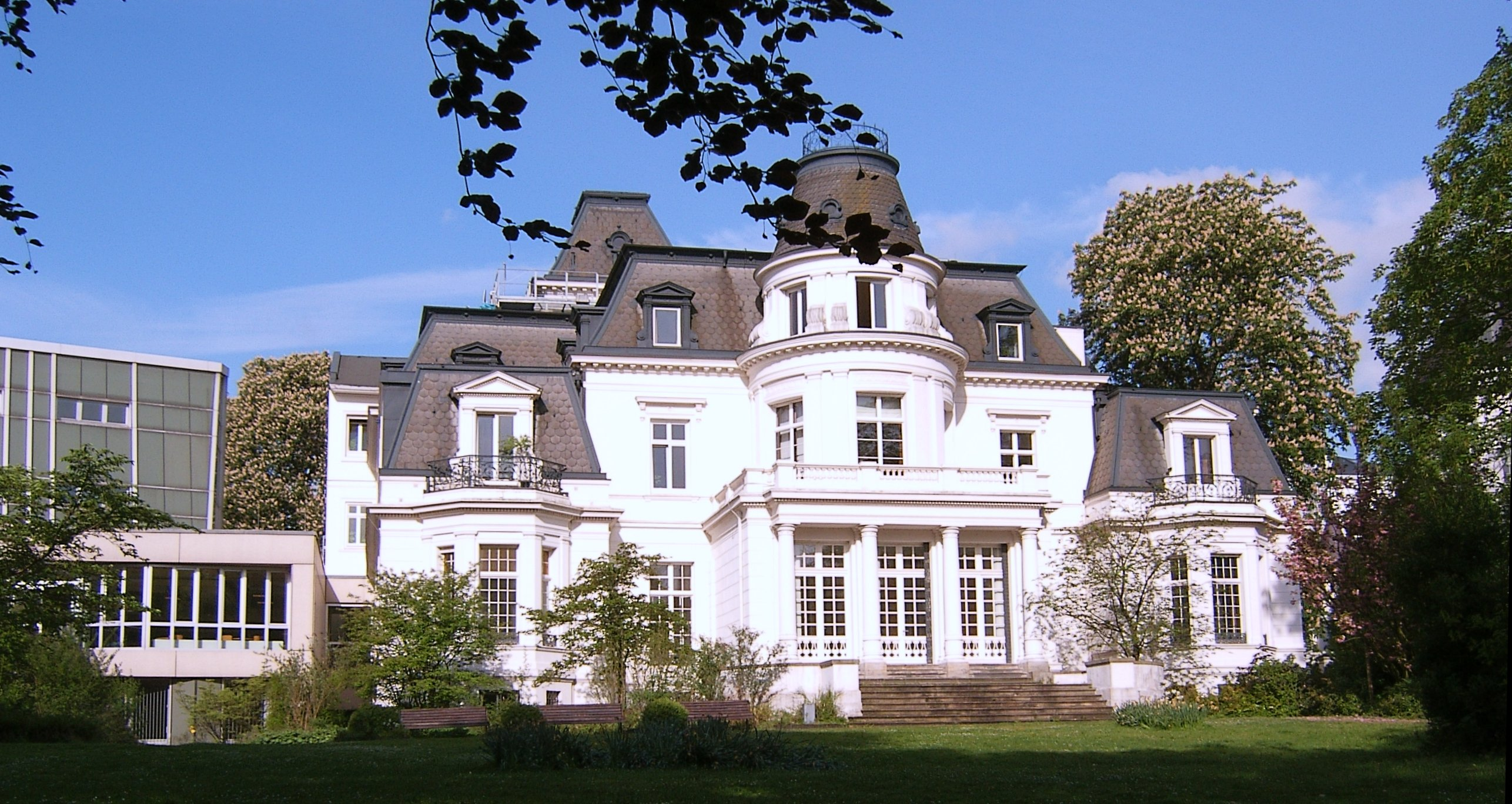
Budge-Palais, 2006

1945 beschlagnahmten die britischen Truppen das Gebäude und belegten es bis 1955 als Offiziersunterkunft. Am 10. November 1952 wurde nach einem Beschluss des Landgerichts Hamburg das Budge-Palais einschließlich der Nebengrundstücke für einen Nachzahlungsbetrag von 22.500 DM an die Stadt veräußert. Seit 1959 wird das Gebäude von der Hochschule für Musik und Theater genutzt und erweitert. Den 1909 errichteten Spiegelsaal trug man ab. Sein Interieur konnte im Museum für Kunst und Gewerbe untergebracht und dort 1986 rekonstruiert werden. Anlässlich eines Gedenktages am 25. Oktober 1991, 50 Jahre nach dem Beginn der Deportationen jüdischer Mitbürger aus Hamburg, installierte der Künstler Dan Richter-Levin in einem Verbindungsraum die Bronzeskulptur Bühne des Erinnerns. Seit dem 16. Mai 1993 erinnert am Eingang Milchstraße eine Bronzetafel an Henry und Emma Budge, zu diesem Datum wurde der Altbau der Musikhochschule offiziell in Budge-Palais rückbenannt.
Im Sommer 2007 wurden zum Gedenken an Ella und Siegfried Budge zwei Stolpersteine in den Gehweg gesetzt.

## Das Vermögen
Nachdem die Stadt Hamburg in den Besitz des Budge-Palais gelangt war, versuchten die Behörden auch an das umfangreiche Vermögen aus dem Erbe Emma Budges zu gelangen. Dabei wurden nicht allein die geltenden Gesetze, insbesondere die antijüdischen Sondergesetze angewandt, sondern auch mit behördlichen Willkürakten und Erpressung eingegriffen. Den Großteil des Budge-Nachlasses bildete ein Depot mit ausländischen Wertpapieren und Dollarguthaben, das bei der Schweizerischen Kreditanstalt in Zürich hinterlegt war. Damit war es dem direkten Zugriff der nationalsozialistischen Behörden entzogen. Die von Emma Budge eingesetzten Testamentsvollstrecker planten, die Ausreise der sich noch in Deutschland aufhaltenden Erben abzuwarten, ehe die Erbanteile aufgeteilt werden sollten, die deutschen Stellen drängten hingegen auf eine rasche Teilung und anschließende Transferierung nach Deutschland. Im September 1938 setzte die Hamburger Devisenstelle die Testamentsvollstrecker ab. Zudem stellte sie ein Amtshilfeersuchen an die Devisenstelle Frankfurt, da die meisten der noch in Deutschland lebenden Erben in dessen Einzugsgebiet wohnten. Von dort kam es zur Einschaltung der Gestapo, der Verhaftung zweier der Erben sowie deren Überstellung in das KZ Buchenwald. Die Pässe der übrigen Erben zogen die Behörden ein. Mit dieser Maßnahme konnte die Zustimmung auch der im Ausland lebenden Erben auf die Transferierung erheblicher Vermögensanteile, etwa zwei Drittel des in der Schweiz gelagerten Nachlasses, nach Deutschland erpresst werden. Im Gegenzug wurden die beiden Inhaftierten aus Buchenwald entlassen und allen Betroffenen die Ausreise genehmigt. Das Vermögen behielt der Staat auf der Grundlage der diversen antijüdischen NS-Gesetze ein.

## Die Stiftungen

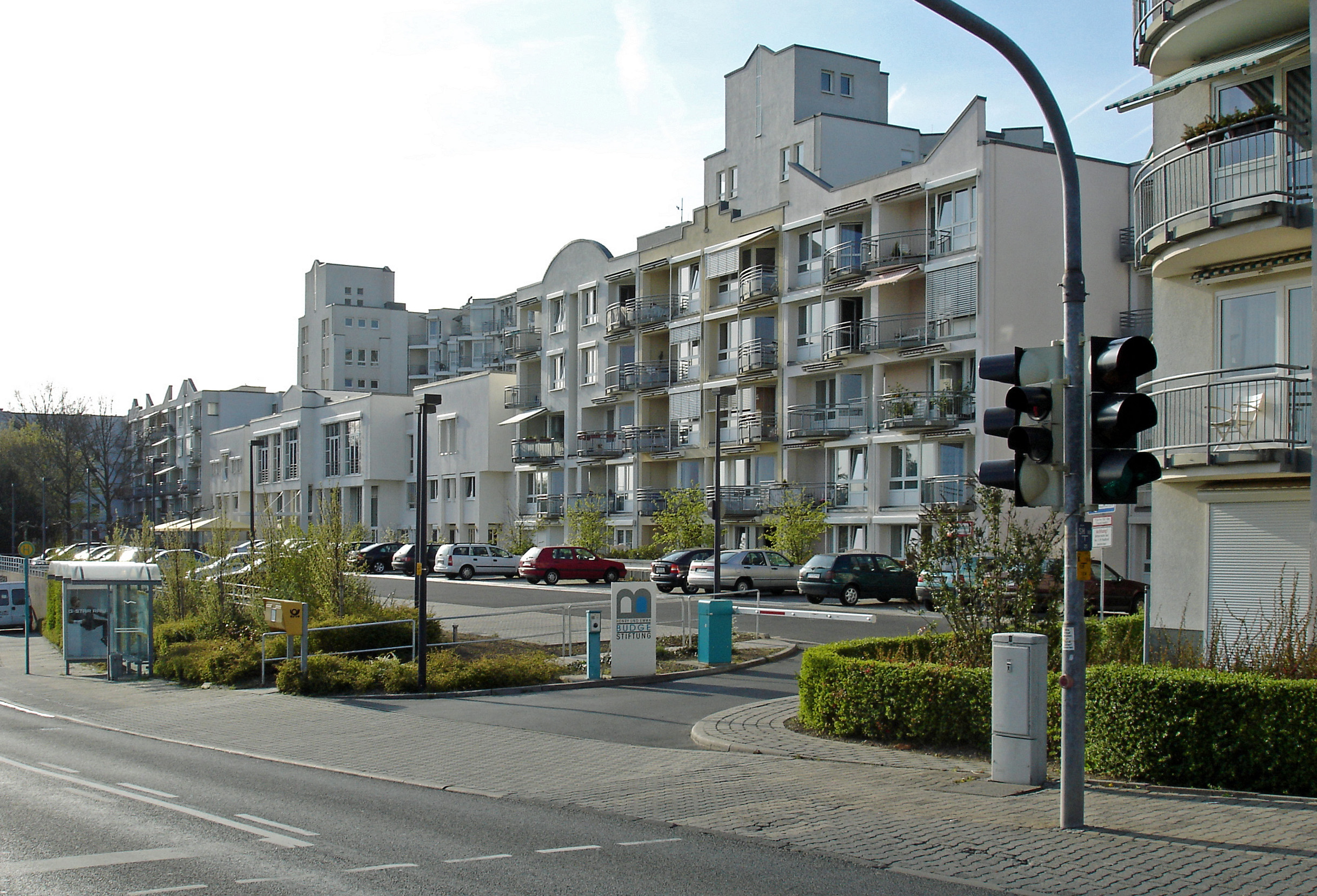
Henry und Emma Budge-Heim in der Wilhelmshöher Straße in Frankfurt am Main-Seckbach

- Am 20. November 1920 gründeten Henry und Emma Budge die Henry und Emma Budge-Stiftung in Frankfurt am Main als Einrichtung für ältere unterstützungsbedürftige Menschen jüdischen und christlichen Glaubens.
- Ebenfalls im Jahr 1920 gründete das Ehepaar in Hamburg eine weitere Henry und Emma Budge-Stiftung. zur Unterstützung von in Not geratenen Frauen aus bildungsbürgerlichen Kreisen ohne Unterschied des Glaubens. Das zur Verfügung gestellte Stammkapital betrug eine Million Mark.
- 1922 folgte die Gründung der Emma Budge-Stiftung. zur Unterstützung für die Säuglings- und Kinderpflege und die Erziehung und Fortbildung Jugendlicher, ausgestattet ebenfalls mit einem Stammkapital von einer Million Mark.

## Rückerstattungen
Der von den Nationalsozialisten eingesetzte Testamentsvollstrecker Francke schloss die Nachlasssache Budge trotz regelmäßiger Anmahnung des Nachlassgerichts bis nach dem Ende des Zweiten Weltkriegs nicht ab. 1949 kam es zu einem Ersuchen der Anwälte der in den USA lebenden Erben beim Amtsgericht Hamburg, Francke als amtierenden Testamentsvollstrecker abzusetzen. Doch wurde dieses Verlangen abgewiesen. Stattdessen handelte Francke während des von Dezember 1949 bis November 1952 andauernden Wiedergutmachungsverfahrens mit der Stadt Hamburg einen Vergleich über den Grundstückskomplex am Harvestehuder Weg aus, ohne dass die Erben über den Verlauf dieses Verfahren benachrichtigt wurden.
Ein weiterer Rückerstattungsanspruch, hier bezüglich der Entziehung des Vermögens insbesondere der Wertpapiere, fand im Herbst 1959 auf direkten Antrag der Erben vor dem Landgericht in Hamburg statt. In Erster Instanz wurde das Anliegen zurückgewiesen, doch am 8. April 1960 erkannte das mit sofortiger Beschwerde angerufene Hanseatische Oberlandesgericht den Anspruch in vollem Umfang an. Zudem stellte dieses Gericht fest, dass der vormalige Testamentsvollstrecker Francke „bei seiner Tätigkeit lediglich die Interessen des Reiches“ wahrgenommen hatte.
Die Erben stellten 2010 einen Anspruch auf Rückübertragung des Budge-Palais. Die Hamburger Finanzbehörde prüfte den Fall. Zu klären war, ob sich die Stadt Hamburg auf die Verjährung der Angelegenheit berufen könne oder diese nach dreißig Jahren abgelaufene Frist gemäß der Washingtoner Erklärung aussetzt. Die rechtlichen Sachverhalte des damaligen Kaufs durch die Nationalsozialisten, die nicht erfolgte Auszahlung des Kaufpreises an die Erben und der ohne die Erben ausgehandelte Vergleich von 1952 mussten rechtlich neu bewertet werden. Im April des Jahres 2011 kam es zu einer Einigung: gegen eine Entschädigung an die Erben kam das Budge-Palais in das legale Eigentum der Stadt, ebenso der im Museum für Kunst und Gewerbe wiedererrichtete Spiegelsaal.

## Restitutionen der Kunstsammlung

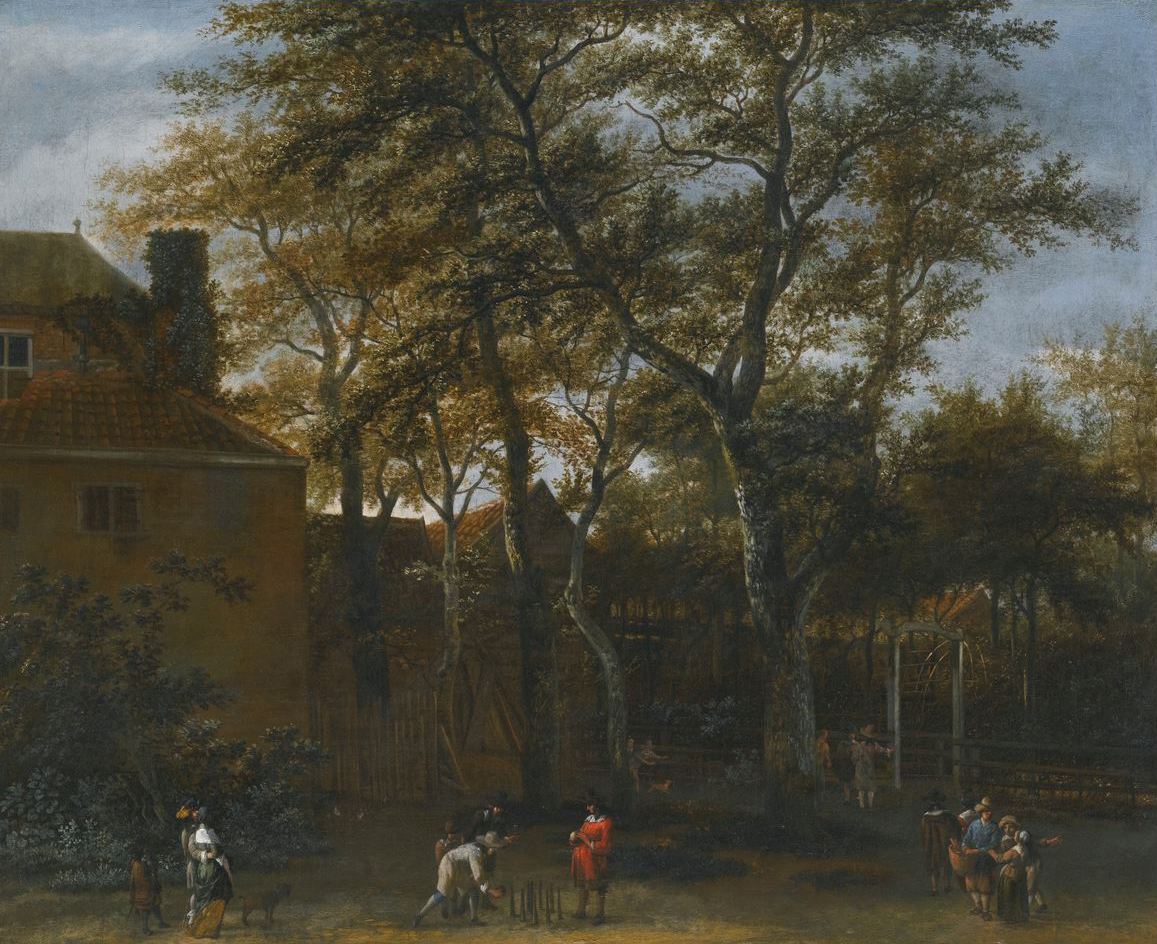
Adriaen Hendriksz Verboom: Elegante Gesellschaft beim Kegelspiel, 2004 bei Sotheby’s als NS-Raubkunst aus der Sammlung Budge identifiziert

Ein von den Erben bereits in den 1950er Jahren identifiziertes und zurückgefordertetes Kunstobjekt war ein silberner Hochzeitsbecher, den das Berliner Schlossmuseum 1937 bei der Auktion ersteigert hatte. Durch kriegsbedingte Verlagerung gelangte das Gefäß in das Depot der Hessischen Treuhandverwaltung für preußisches Kulturgut in Wiesbaden. Im Jahr 1954 klagten die Erben auf Rückgabe, doch wurde diese auf der Grundlage einer falschen Aussage des Testamentsvollstreckers Gottfried Francke mit Urteil vom 10. Dezember 1954 abgewiesen.
Seit der Washingtoner Erklärung von 1998 und den damit einhergehenden erklärten Absichten der Bundesrepublik Deutschland, sich um die Rückgabe von NS-Raubkunst zu bemühen, wird verstärkt nach dem Verbleib der weit über tausend Objekte der ehemaligen Kunstsammlung Emma Budges geforscht. Etwa 60 Kunstgegenstände konnten seither identifiziert und zugeordnet werden, davon wurden bis 2018 etwa 50 Werke restituiert, das heißt zurückgegeben, entschädigt oder es wurde auf andere Weise Einigung zwischen den Erben und den Besitzern / Institutionen gefunden. Bei sieben ist keine Rückgabe erfolgt, für drei werden noch Verhandlungen geführt.
- Das wertvollste Stück der Sammlung war eine Statuette aus rotbraunem Böttgersteinzeug, die vermutlich den Kurprinz Friedrich August, den Sohn Augusts des Starken darstellt. Diese erwarb das Landesmuseum Schwerin für einen Kaufpreis in Höhe von 2.185 Reichsmark. Am 5. Februar 2001 wurde diese Figur nach der Washingtoner Erklärung an die Erben restituiert und 2012 mit Hilfe der Kulturstiftung der Länder und einigen Privatstiftungen für das Schweriner Museum käuflich erworben.[20] Neben der Statuette konnten im Museum Schwerin auch zwei französische Fächer aus der Sammlung Budge identifiziert werden, die ebenfalls restituiert und zurückerworben wurden.
- Im Frühjahr 2001 wurden im Hamburger Museum für Kunst und Gewerbe zwei silberne Becher aus der Sammlung Budge erkannt, die in der Auktion 1937 erworben wurden. Im April 2002 zahlte das Museum eine Entschädigung an die Erben. Zu einem späteren Zeitpunkt wurde ein über ungeklärte Wege 1972 vom Museum aus einer Privatsammlung gekauftes Puppenhaus als einstiges Eigentum Emma Budges festgestellt und im Jahr 2011 per gütlicher Einigung mit einer Entschädigungszahlung restituiert.
- Das Gemälde Elegante Gesellschaft beim Kegelspiel von Adriaen Hendriksz Verboom, gemalt um 1670, wurde dem Auktionshaus Sotheby’s in London im Jahr 2004 von privaten Einlieferern angeboten und bei der Provenienzüberprüfung als NS-verfolgungsbedingt entzogenes Kulturgut erkannt. Die Versteigerung wurde abgesagt, das Gemälde konnte von der Henry- und Emma-Budge-Stiftung für den halben Schätzwert erworben werden.[21]

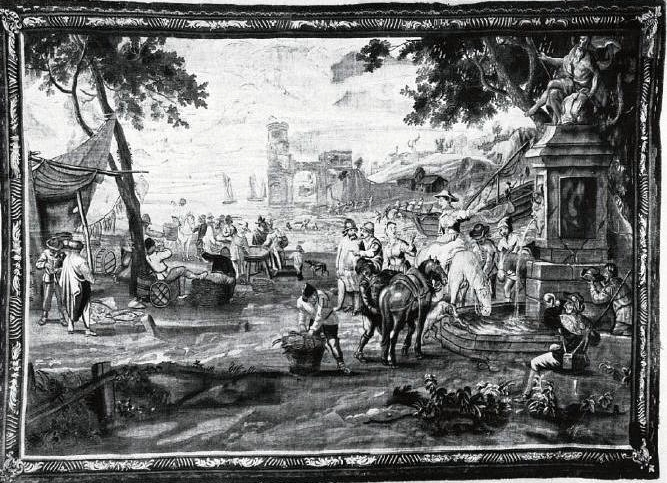
Jagdszene, 2011 vom Hotel Vier Jahreszeiten nach öffentlichem Druck restituierter Wandteppich

- Im Januar 2011 wurde öffentlich, dass das Hotel Vier Jahreszeiten im Besitz einer um 1750 in den Niederlanden hergestellten Tapisserie mit dem Motiv einer Jagdszene nach Teniers der Sammlung Budge war. Fritz Haerlin (1897–1975), der ehemalige Hoteleigentümer, hatte sie von der Münchener Kunsthandlung Julius Böhler erworben, die sie wiederum bei der Graupe-Auktion ersteigert hatte. Nach der öffentlichen Aufmerksamkeit gab das Hotel den Wandteppich an die Erben zurück.[22] Es handelt sich hier um einen Sonderfall, da das Hotel als private Eigentümerin rechtlich gesehen keine Verpflichtung zur Restitution gehabt hätte.[23]
- Bei der Überprüfung der Kunstsammlung Rudolf August Oetker auf NS-Raubkunst ab dem Jahr 2015 wurde ein Silberbecher aus dem ehemaligen Eigentum Budges entdeckt. Bei diesem sogenannten Augsburger Scherzbecher handelt es sich um einen Silberbecher in Form einer Windmühle, den der Augsburger Silberschmied Tobias Kicklinger zwischen 1612 und 1616 hergestellt hat. Das Kunstwerk wurde in dem Sinne restituiert, dass die Erbengemeinschaft durch die Oetker-Stiftung „aus moralischen Gründen für den Verlust des Silberbechers“ entschädigt wurde und das Exponat in der Oetker-Sammlung verblieb.[24]
- Im November 2017 übergab das Historische und Völkerkundemuseum St. Gallen zwei Silberobjekte, zwei Pokale in Segelschiffform, aus der Sammlung Budge an die Erben.[25]